# Nightcore
Nightcore（直译：夜核）是一種增加音高並將原音樂加速約35%的音軌類型，其效果幾乎與以45 RPM播放33+1⁄3 RPM的黑膠唱片相同，而RPM增速35%會導致C4音符的音高略低於F#4音符（261.63赫兹提高至353.19 Hz，約等於增加大約5個半音）。該音樂類型最早來自以發行變調版本的出神和歐陸舞曲歌曲而聞名的同名挪威樂團，現時通常與日本動漫和御宅族文化相關聯，該風格的音樂影片在YouTube上亦大多以動漫角色或背景作縮圖。

## 歷史

### 2000年代：起源
Nightcore（挪威語發音：[ˈnɑɪ̯tkɔːɾ]）一詞最早來自於2001年挪威DJ二人組湯瑪斯·S·尼爾森（Thomas S. Nilsen）和斯特凡·奧賈拉·索德霍爾姆（Steffen Ojala Søderholm）的组合名字，兩人分別以DJ TNT和DJ SOS為藝名，他們設有一名叫「Nightcore就是硬核」（Nightcore is Hardcore）的網站，並在其中講解該詞的意思為「我們是夜晚的主心骨，所以你們將整夜狂舞」。DJ TNT和DJ SOS受到了德國樂隊兜風少年組的硬核舞曲〈內薩賈〉和〈邏輯曲〉中變調人聲的影響；他們接受採訪時表示：「這類型（硬核舞曲）的音樂家很少，我們認為將另一種音樂形式融合至我們的音樂風格中，對我們來說是種聽覺享受 […] Nightcore已儼然成為一種音樂風格，一種能讓音樂變得更快樂的形式——就正如他們（兜風少年組）所說的『快樂硬核』」。DJ TNT和DJ SOS兩人為Nightcore定下一個標準：一首出神或歐陸舞曲歌曲加速約25-30%（通常為每分鐘160到180拍） 。由於快速的節奏、剛健有力的曲風和高亢的人聲，人們經常把該音樂風格經常與快樂硬核和泡泡糖貝斯相提並論。DJ TNT和DJ SOS兩人製作了五張加速版本的Trance錄音專輯，包括他們在2002年發行，收錄有13張單曲的首張專輯《充能》（Energized）和他們後來的專輯《2002年夏季版》（Summer Edition 2002）、《冬季》（L'hiver）、《感官》（Sensación）、《熾熱》（Caliente）。他們的第一張專輯是以eJay製作的，而後來的所有作品都沒有公開的製作的詳情，僅指是以「絕密」程序打造。DJ TNT和DJ SOS的所有唱片都賣給了其所在地區的朋友和DJ。
Nightcore作品約在2003年中開始出現在LimeWire等平台上，並在三年後登上YouTube。在YouTube出現的第一首Nightcore歌曲是DJ TNT和DJ SOS的《Dam Dadi Doo》，為《熾熱》唯二發佈在該網站上的單曲之一。「Maikel631」是最早在YouTube上上傳Nightcore歌曲的人之一，他從2008年開始在該平台上傳約30多首原創單曲，並在2009年發現了一首「新」的Nightcore歌曲，以及用各種素材製作該風格歌曲的技巧：
我意識到每個人都可以使用相當簡單的音訊軟件，來製作Nightcore歌曲。我至少是第一批真正使用這些知識去進行Nightcore編輯的人之一。在我之前，「oShyGuyzo」曾用其Nightcore II系列做到了這一點，而我關注的另一個頻道「Nasinocinesino」也大約在同一時間探索粉絲向的Nightcore作品。

### 2010年代：爆紅
最早的主要Nightcore音樂影片之一是格特·雅尼在2011年歐洲歌唱大賽上演唱的《洛克斐勒大街》，在一位名叫「andrea1992wr」的用戶（在《osu!》上為「Andrea」）於2011年7月22日將該音樂風格的影片發佈到YouTube後，這首歌迅速成為網路模因，他也同時在《osu!》上發佈《洛克斐勒大街》的圖譜。從此開始，隨著越來越多人將Nightcore應用在流行樂和嘻哈等非舞曲音樂的類型上，該音樂風格亦越來越受歡迎，然而包括「Maikel631」在內的許多 Nightcore的先驅上傳者都稱這些非舞曲影片「不合要求」。然後在音樂家「lilangelboi」的幫助下，Nightcore的主要發佈平台轉移至SoundCloud，在簽約Manicure Records之前，他在該平台上上傳了大約10到15個樂曲。Manicure的負責人湯姆·「吉卜力」·邁克（Tom "Ghibli" Mike）事後回憶道：「我完全沉迷上了它（Nightcore），並把他做的那首歌─《光》（Light）上傳（至SoundCloud），我們讓他來這裡（SoundCloud）擔任幾場活動的DJ。這就是Nightcore成為我們囊中之物的原因」。該廠牌的「#MANICURED」播放清單包括多首K-pop和電子浩室風格的Nightcore歌曲，他們其中一些人還結合了音高轉換之外的製作技術，並加快原曲的速度，例如「Chipped Nails」的《一哩高》（Mile High），以及「F I J I」的《Ponibb》和《至愛之時》（Fave Hours）。
到了2010年代中期，Nightcore已經引起了迪贊巴·迪贊巴、馬克索和哈里遜（Maxo and Harrison）、妮娜·拉斯·維加斯、雷恩·漢斯沃、麗都、Moistbreezy，以及PC Music的創辦人丹尼·L·哈爾和A·G·庫克等音樂家的關注。哈爾和庫克在採訪中聲稱Nightcore本身的風格已受影響，前者在此期間表示：
從我第一次聽到它（Nightcore）的那一刻起，我聽著聽著就感覺非常激動。我不覺得這是另一個人在與我互動，而是MP3的聲音讓我的腦海感受到激動的情緒。那種東西，對我來說只是情緒高漲的表現。
Vice的羅伯·阿坎德（Rob Arcand）描述Nightcore為「當今一些最具創意的夜店音樂的基礎」，還指它催生出一些「糟糕」的網路迷因：
在整個2000年代後期和2010年代，它（Nightcore）成為許多糟糕迷因的主題，甚至加入KnowYourMeme.com的條目大家庭，與介紹陷阱音樂和汽笛重混歌曲的廣泛歷史頁面並駕齊驅。就像那標誌性且經取樣過後的原聲一樣，Nightcore的魅力在於其洪亮、急進且低俗的樂趣，猶如一位說話時帶有黏糊糊且糖果般聲音的蠢材。這「人工製品」的誕生要歸功於文件共享和論壇文化仍是至高無上的早期且不太正式的互聯網。
Dance Music Northwest的希斯·哈什曼（Heath Harshman）形容Nightcore「太過吸引人、太適合跳舞、實在太有趣了，與主流舞曲音樂就像平行線一樣，互不相交」。MTV的大衛·特納（David Turner）認為盧卡斯葛拉漢樂團的《那年七歲》的Nightcore重混版本與原曲如出一轍，形同抄襲。

## 外部連結
- Nightcore樂團的前官網，存档于（存檔日期 2013-12-24）